# Chihiro (canción)
«Chihiro» es una canción de la cantautora estadounidense Billie Eilish. Es el primer sencillo promocional y el tercer tema de su tercer álbum de estudio Hit Me Hard and Soft. La canción fue escrita por Eilish y su hermano Finneas O'Connell, quien también produjo el tema, que fue lanzado el 17 de mayo de 2024 a través de Darkroom e Interscope Records. Fue lanzada como sencillo el 16 de enero de 2025.

## Antecedentes y lanzamiento

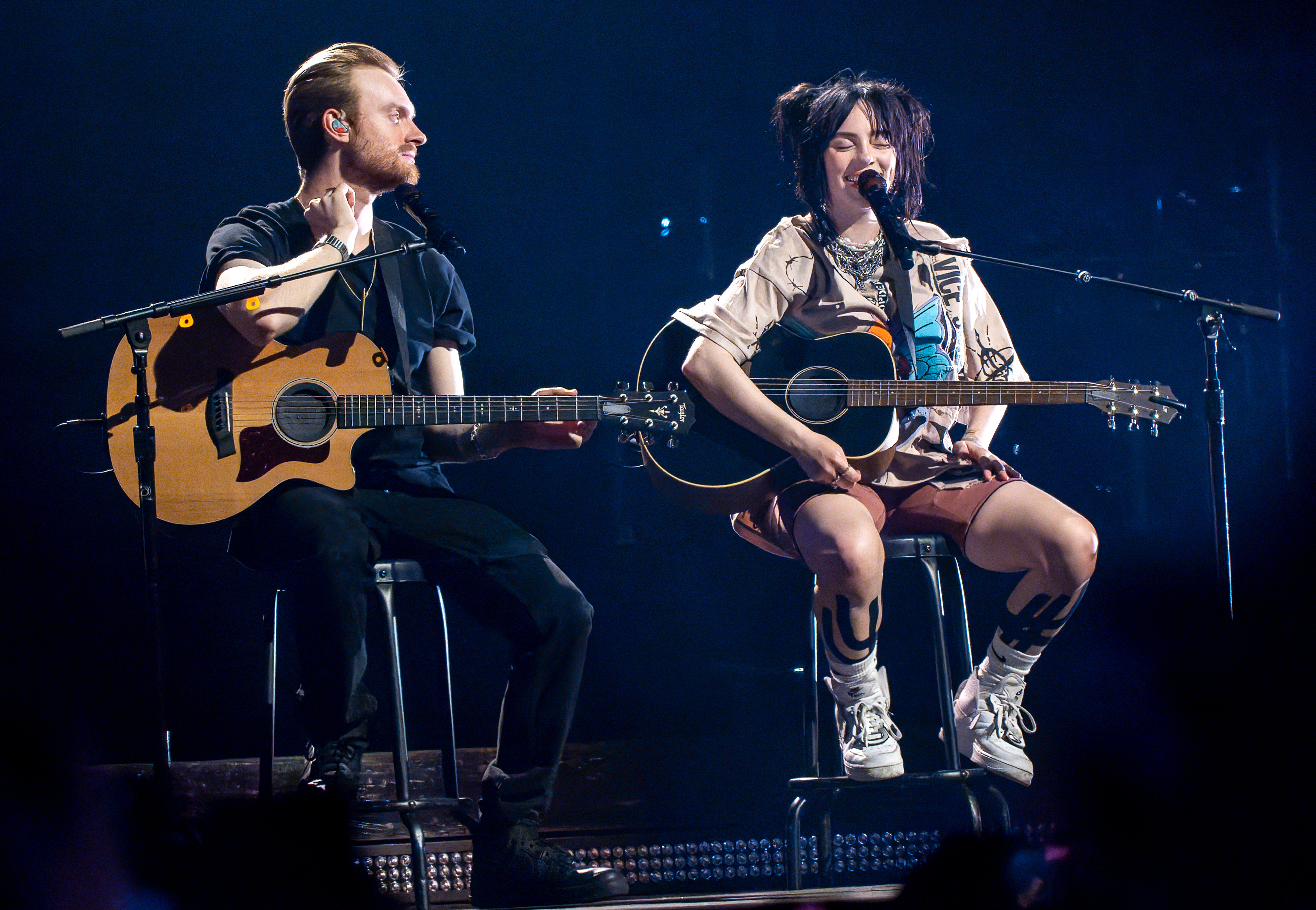
Billie Eilish (derecha) y su hermano Finneas O'Connell (left) (izquierda) interpretando en junio de 2022.

El 12 de abril de 2024, en una entrevista con el presentador de Apple Music, Zane Lowe, Eilish adelantó un fragmento de 15 segundos de «Chihiro», incluida en su tercer álbum de estudio Hit Me Hard and Soft (2024). El título de la canción es una referencia al personaje principal de la película de animación de Studio Ghibli, El viaje de Chihiro (2001). «Chihiro» se presentó en primicia junto a «Lunch» y «L'Amour de Ma Vie» en Coachella 2024.
El 10 de mayo de 2024, Eilish publicó un clip de 49 segundos de duración de «Chihiro» a través de Fortnite Festival en el canal Fortnite Festival de la plataforma de intercambio de vídeos de YouTube, porque se confirmó que la canción se incluiría como tema de acompañamiento en la tercera temporada del videojuego. «Chihiro» es la tercera canción de Hit Me Hard and Soft; se publicó con el álbum de estudio el 17 de mayo de 2024, a través de Darkroom e Interscope Records.
«Chihiro» fue escrita por Eilish y su hermano y frecuente colaborador Finneas, que también produjo la canción. Se grabó en Los Ángeles, California, Estados Unidos. En una entrevista con Angie Martoccio, de Rolling Stone, Eilish declaró:

La canción se basa libremente en esa película, que es una de mis favoritas. Es un poco desde su punto de vista, mezclado con el mío. Los efectos visuales de esa película son de los mejores de la historia, toda esa cosa del Studio Ghibli es increíble... Están todas esas imágenes del tren en el agua después de la inundación, y parece literalmente un océano con una vía de tren. Había acabado de ver El viaje de Chihiro y Finneas ya había hecho ese ritmo. Me encanta esa película. La he visto muchas veces.

Eilish y Finneas organizaron fiestas de escucha gratuitas antes del lanzamiento del álbum; American Express presentó una fiesta el 15 de mayo en el Barclays Center de Brooklyn, Nueva York, y otra el 16 de mayo en el Kia Forum de Inglewood, California, en asociación con Snapchat. El 15 de mayo en el Barclays Center, «Chihiro» fue una de las canciones más aplaudidas de la noche.

## Composición
«Chihiro» es una canción a medio tempo que incorpora elementos de techno-house, R&B, y R&B progresivo. En la letra, Eilish habla de sentimientos de pérdida y reencuentro que recuerdan al personaje de El viaje de Chihiro, Chihiro Ogino.
| Publicación    | Lista                            | Puesto | Ref.   |
| -------------- | -------------------------------- | ------ | ------ |
| Slant Magazine | Las 50 mejores canciones de 2024 | 20     | [ 16 ] |

## Recepción comercial
Tras el lanzamiento de Hit Me Hard and Soft el 17 de mayo de 2024, «Chihiro» debutó en el número seis de la lista Billboard Global 200 chart. Debutó en el número 12 de la lista Billboard Hot 100 y en el tres de la lista Hot Rock & Alternative Songs. Además, la canción debutó en el número siete del UK Singles Chart.

## Vídeo musical
El videoclip de «Chihiro» fue anunciado el 5 de junio de 2024, cuando Eilish compartió en las redes sociales un breve vídeo en el que corre por un pasillo. Se estrenó en el canal Vevo de Eilish en YouTube a las 09:00, hora del Pacífico (PDT), el 6 de junio. Eilish dirigió el videoclip y lo protagoniza junto a Nat Wolff.

## Posicionamiento en listas
| Lista (2024)                                  | Mejor posición |
| --------------------------------------------- | -------------- |
| Alemania (Offizielle Deutsche Charts)         | 35             |
| Arabia Saudita (IFPI)                         | 7              |
| Argentina (Argentina Hot 100)                 | 85             |
| Australia (ARIA)                              | 7              |
| Austria (Ö3 Austria Top 40)                   | 3              |
| Bélgica (Flandes) (Ultratop 50)               | 21             |
| Bélgica (Valonia) (Ultratop 50)               | 25             |
| Global 200 (Billboard)                        | 6              |
| Brasil (Brasil Hot 100)                       | 20             |
| Canadá (Canadian Hot 100)                     | 12             |
| Croacia (Billboard)                           | 18             |
| Dinamarca (Tracklisten)                       | 12             |
| Emiratos Árabes Unidos (IFPI)                 | 8              |
| Eslovaquia (Singles Digitál Top 100)          | 4              |
| España (Top 100 Canciones)                    | 24             |
| Estados Unidos (Billboard Hot 100)            | 12             |
| Estados Unidos (Hot Rock & Alternative Songs) | 3              |
| Finlandia (OFC)                               | 21             |
| Francia (SNEP)                                | 12             |
| Grecia (International) (IFPI)                 | 4              |
| Hungría (Single Top 40)                       | 13             |
| Irlanda (IRMA)                                | 11             |
| Islandia (Tónlistinn)                         | 9              |
| Italia (FIMI)                                 | 48             |
| Letonia (LAIPA)                               | 3              |
| Líbano (Lebanese Top 20)                      | 15             |
| Lituania (AGATA)                              | 2              |
| Luxemburgo (Billboard)                        | 4              |
| MENA (IFPI)                                   | 5              |
| Noruega (VG-lista)                            | 7              |
| Nueva Zelanda (Recorded Music NZ)             | 6              |
| Países Bajos (Mega Single Top 100)            | 10             |
| Polonia (Polish Streaming Top 100)            | 7              |
| Portugal (AFP)                                | 2              |
| Reino Unido (UK Singles Chart)                | 7              |
| República Checa (Singles Digitál Top 100)     | 3              |
| Rusia (All Media) (Tophit)                    | 9              |
| Singapur (RIAS)                               | 18             |
| Sudáfrica (TOSAC)                             | 12             |
| Suecia (Sverigetopplistan)                    | 23             |
| Suiza (Schweizer Hitparade)                   | 4              |

| Lista (2024)                           | Mejor posición |
| -------------------------------------- | -------------- |
| Brasil (Streaming) (Pro-Música Brasil) | 26             |
| Rusia (All Media) (Tophit)             | 17             |

| Lista (2024)                                  | Mejor posición |
| --------------------------------------------- | -------------- |
| Billboard Global 200                          | 104            |
| Canadá (Canadian Hot 100)                     | 70             |
| Estados Unidos (Hot Rock & Alternative Songs) | 16             |

## Certificaciones
| País | Certificación | Ventas     |
| --- | ------------- | ---------- |
| Bélgica (BEA) | Oro           | 20,000‡    |
| Canadá (Music Canada) | 2× Platino    | 160,000‡   |
| España (PROMUSICAE) | Oro           | 30,000‡    |
| Estados Unidos (RIAA) | Platino       | 1,000,000‡ |
| Francia (SNEP) | Oro           | 100,000‡   |
| Nueva Zelanda (RMNZ) | Oro           | 15,000‡    |
| Polonia (ZPAV) | Platino       | 50,000‡    |
| Portugal (ZPAV) | Platino       | 10,000‡    |
| Reino Unido (BPI) | Plata         | 200,000‡   |
| Streaming |               |            |
| Grecia (IFPI Grecia) | Platino       | 2,000,000† |
| ‡ Cifras de ventas y streaming basadas únicamente en la certificación. † Cifras de streaming basadas únicamente en la certificación. |               |            |